# چنگیزقلعه
چنگیزقلعه، روستایی از توابع بخش مرکزی شهرستان بیجار در استان کردستان ایران است.
این روستا در دهستان حومه قرار دارد و براساس سرشماری مرکز آمار ایران در سال ۱۳۸۵، جمعیت آن ۱۲۳ نفر (۳۵خانوار) بوده‌است.

## جغرافیا
روستای چنگیزقلعه از سوی غرب و شرق بین دو کوه چنگیزقلعه و کوه پنجه‌علی قرار دارد یکی از بلندترین کوه‌های استان کردستان است. از این رو این روستا نیز یکی از نقاط بلند ایران است.
گویا هلاکوخان مغول در حدود سال‌های ۱۲۵۰ میلادی موقع حمله به بغداد چند سالی در این قلعه کمین کرده و مشغول جمع‌آوری نیرو شده‌است و به نام پدرش چنگیزخان مغول آنرا چنگیزقلعه نامیده‌است.
در روستای چنگیزقلعه بادهای مختلفی به ویژه در فصل بهار و پاییز می‌وزد. این روستا آب و هوای کاملاً کوهستانی دارد؛ با تابستان‌های خنک و مطبوع و زمستان‌های سرد و پربرف که سرمای هوا در ماه‌های آذر و دی بعضی اوقات به ۳۵ درجه زیر صفر می‌رسد.
بادی که در این روستا از سمت شمال به جنوب می‌وزد «باد مه» نام دارد. بادی که از طرف شرق به غرب می‌وزد به نام «باد بزکش» معروف است و بادی که از غرب می‌وزد به آن «باد سر» (واسر) می‌گویند. با دیگری هم وجود دارد که از سمت شمال غرب می‌وزد و باد اصفهان نام دارد. وزش این باد باعث گرد و خاک شدید و گاهی هم شکسته شدن شاخ و برگ درختان می‌شود و خساراتی هم به کشاورزان وارد می‌کند.